# راين بان
راين بان  (بالألمانية: Rheinbahn) هي وسيلة مواصلات عامة تعمل في مدينة دوسلدورف الألمانية.

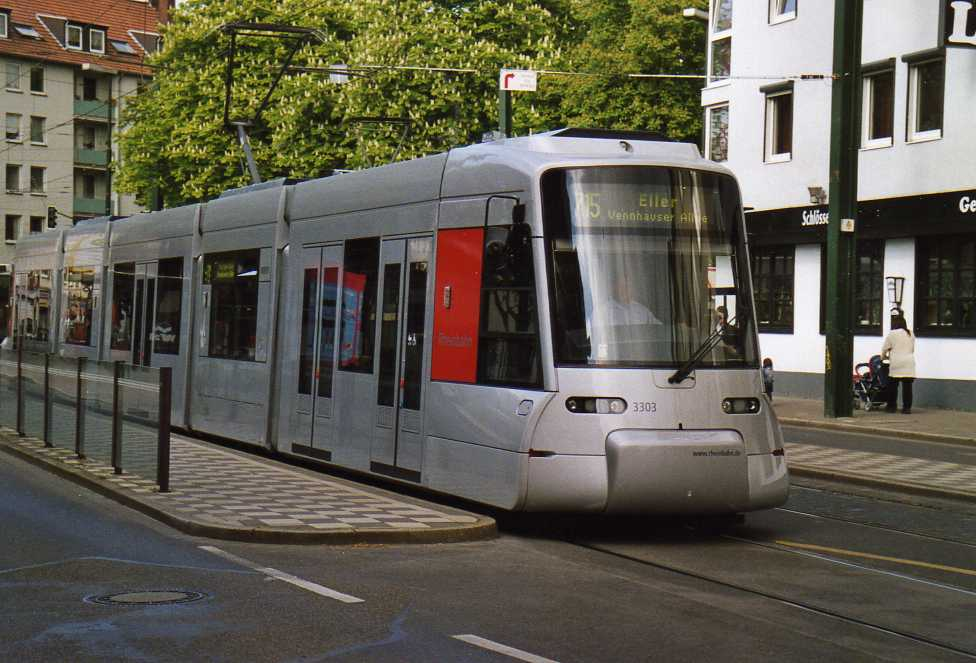
قطار خفيف (ترامواي)

## نبذة عن شبكة المواصلات
تتكون شبكة المواصلات هذه من 7 خطوط لمحطات للسكك الحديدية الخفيفة، و 13 ترامواي (قطار خفيف)، و92 باص يخدمون شبكة الراين- الرور بشكل متكامل. طول شبكة مواصلاتها كاملاً هو 342 كيلومتر. وعام 2004 خدمت شبكة مواصلات راين بان 690000 شخص يومياً.
هناك خطان للسكك الحديدية الخفيفة محليين مرتبطان بمدينتي دويسبورغ (D-Bahn, U79) وكريفلد عن طريق ضاحية ميربوش (K-Bahn, U76).
ويخدم قطاران خفيفان (704, 709) خط السكة الحديدية الخفيفة (U75) للربط بين مدينتي دوسلدورف ونويس.
المدينة المجاورة راتنجن يخدمها ترامواي (قطار خفيف واحد) رقمه (712).
وشبكة باصات راين بان تخدم دوسلدورف وضاحية ميربوش وضاحية ميتمان.
شبكة مواصلات راين بان العامة هي عضو في اتحاد نقل منطقة الراين- الرور (فيركسفيربوند راين-رور) وتغطي المدن الكبرى في منطقة الراين- الرور.